# دان گودمن
دن گودمن (انگلیسی: Don Goodman؛ زادهٔ ۹ مهٔ ۱۹۶۶) یک بازیکن فوتبال است.